# Liste der geschützten Landschaftsbestandteile im Landkreis Nürnberger Land
Im Landkreis Nürnberger Land sind 30 Flächen als geschützte Landschaftsbestandteile ausgewiesen. 
| Altensittenbacher Anger                        |    | LB-01213 | Hersbruck Hutanger mit Bestand an alten Hutebäumen, artenreichen Extensivgrünland und seggen- und binsenreichen Nasswiesen. | ⊙ | 15,7 | 1. Juni 2006  |
| Ankatal                                        |    | LB-00008 | Hartenstein Schluchtartiges Seitental mit naturnahen Wäldern, Felsen, Kalkmagerrasen, Heckenstrukturen, Feldgehölzen und natürlichem Wildwasserbach | ⊙ | 33,3 | 1. Nov. 2008  |
| Auwald Brennerin                               | BW | LB-01056 | Hohenstadt Landschaftsbild mit Laich- und Brutbiotopen. | ⊙ |      | 17. Mai 1988  |
| Bitterbachschlucht                             |    | LB-01201 | Lauf Talzug mit landschaftstypischen Waldformen wie Hutanger, Kiefern- und Trockenwälder, Bachauenwälder und Mischwälder. | ⊙ | 29   | 15. Okt. 2001 |
| Burgberg                                       |    | LB-01202 | Burgthann Landschaftsbild mit Halbtrockenrasen und Hecken und traditionelle Form der Beweidung. | ⊙ | 4    | 1. Aug. 2001  |
| Diepersdorfer Anger                            |    | LB-01088 | Leinburg, Haimendorfer Forst Hutanger mit Bestand an alten Angereichen. | ⊙ | 4,3  | 1. Feb. 2000  |
| Eichenhain bei Penzenhofen                     |    | LB-01089 | Winkelhaid Eichenhain, mit Bestand an alten Huteeichen. | ⊙ | 0,76 | 1. Dez. 1998  |
| Fennat Anger                                   |    | LB-01085 | Engelthal Hutanger mit hohen Altbaumbestand. | ⊙ | 8,4  | 1. Dez. 1998  |
| Fischbrunner Anger                             |    | LB-01081 | Pommelsbrunn Hutanger mit Bestand an Kalkmagerrasen und naturnahen Waldbereichen. | ⊙ | 5,5  | 24. März 1997 |
| Geiskirche                                     | BW | LB-00005 | Pommelsbrunn Typische kleinteilige Albsituation von Felskuppen mit naturnahen Wäldern, Felsen und Kalkmagerrasen. | ⊙ | 0,94 | 1. Juni 2007  |
| Heckenbestand bei Hartmannshof                 | BW | LB-01057 | Pommelsbrunn Heckenbestände mit Bestand von Prunus spinosa (Schlehe), Cornus sanguinea (roter Hartriegel), Acer campestre (Feldahorn), Evonymus europaea (Pfaffenhütchen), Rhamnus carthartica (Kreuzdorn), Rosa canina (Hundrose), Crataegus monogyna (Weißdorn) | ⊙ | 0,12 | 6. Apr. 1979  |
| Heckenkomplex am Stöckelsberg                  | BW | LB-01209 | Altdorf Strukturreicher Komplex einer ehemaligen Hutung mit Hecken, Kalkmagerrasen und lichten Kiefernwälder für die traditionelle Bewirtschaftung der Hüteschafhaltung.                                                                                          | ⊙ | 3,7  | 1. Aug. 2003  |
| Hersbrucker Anger                              |    | LB-01084 | Engelthal Hutanger mit Bestand an alten Angereichen. | ⊙ | 5,65 | 1. März 2000  |
| Hinterhaslacher Hutanger                       |    | LB-01656 | Offenhausen Hutanger mit Halbtrockenrasen und Hangwaldbeständen. | ⊙ | 8,15 | 1. Feb. 2011  |
| Hormersdorfer Anger                            | BW | LB-01213 | Schnaittach Hutanger mit Bestand an alten Hutebäumen, Obstbäumen, Hecken, Magerrasen, Lesesteinhaufen und vernässten Bereichen. | ⊙ | 1,95 | 1. Juni 2006  |
| Kesselanger                                    |    | LB-01205 | Engelthal Landschaftsteile. | ⊙ | 0,8  | 4. März 1949  |
| Kirchloher Anger                               |    | LB-01087 | Leinburg Hutanger mit Bestand an alten Angereichen. | ⊙ | 6,5  | 6. Dez. 1998  |
| Kleiner Birkensee                              |    | LB-01054 | Brunn Landschaftsbestandteil als Wuchsort sowie Laich-, Brut- und Nahrungsbiotop für viele ganz oder zeitweise ans Wasser gebundene Tier- und Pflanzenarten. | ⊙ |      | 20. Mai 1985  |
| Klingenhofer Anger                             |    | LB-01055 | Püscheldorf Hutanger mit Bestand an Magerrasenflächen und Halbtrockenrasengesellschaften speziell für die Schmetterlingsfauna. | ⊙ |      | 10. Nov. 1986 |
| Lungsdorfer Wacholderheide                     |    | LB-00976 | Hartenstein Typische kleinteilige Albsituation eines Talhanges mit naturnahen Kieferntrockenwäldern, Kalkmagerrasen, Heckenstrukturen und Feldgehölzen. | ⊙ | 8,3  | 1. Dez. 2000  |
| Mühlschlag Anger                               |    | LB-01086 | Engelthal Hutanger mit hohen Altbaumbestand. | ⊙ | 16   | 29. Nov. 1998 |
| Pühlheimer Anger                               |    | LB-01206 | Altdorf Hutanger mit Bestand an alten Hutebäumen, Halbtrockenrasen und vernässten Bereichen. | ⊙ | 6,9  | 1. Sep. 2004  |
| Sandgrube bei Heinleinshof                     |    | LB-01208 | Burgthann Ehemalige Sandabbaufläche mit Verlandungsgewässer, mageren, trockenen Sandflächen und dazwischen liegenden Kontaktzonen. | ⊙ | 4,7  | 1. Feb. 2003  |
| Sandhochterrasse Lauf                          |    | LB-01075 | Lauf Landschaftsbild, Magerrasen als Rückzugsbiotop für gefährdete Tier- und Pflanzenarten. | ⊙ | 1,03 | 1. Juli 2000  |
| Sandmagerrasen Brunnleite                      |    | LB-01090 | Rückersdorf Landschaftsbild, Magerrasen als Rückzugsbiotop für gefährdete Tier- und Pflanzenarten. | ⊙ | 3,5  | 1. Dez. 1998  |
| Seeanger bei Oberkrumbach                      |    | LB-01058 | Oberkrumbach Landschaftsbild mit offener Wasserfläche, Verlandungszonen, Heckenbestände, Wildgrasfluren als Nahrungs-, Brut und Laichbiotop. | ⊙ |      | 18. Jan. 1988 |
| Steinerne Rinne bei Düsselbach                 |    | LB-01059 | Düsselbach Landschaftsbild, Erhaltung eines seltenen, empfindlichen Naturgebildes (Steinerne Rinne) | ⊙ |      | 27. Okt. 1987 |
| Steinerne Rinne bei Raschbach                  |    | LB-01082 | Altdorf Landschaftsbild, Erhaltung eines seltenen, empfindlichen Naturgebildes (Steinerne Rinne) | ⊙ | 2    | 26. Mai 1997  |
| Thanngraben                                    |    | LB-01204 | Schwarzenbruck Sandsteinschlucht mit anstehenden Felswänden mit erdgeschichtlicher Bedeutung. | ⊙ | 2,5  | 1. Juli 2000  |
| Wolfsgruben                                    | BW | LB-01060 | Behringersdorf Landschaftsbild und Lebensraum mit reich strukturierten, mosaikartigen Wasserflächen und Verlandungszonen mit feuchten bis moorigen Standorten | ⊙ | 2,7  | 10. Feb. 1989 |
| Legende für Geschützter Landschaftsbestandteil |    |          | |   |      |               |